# Idioma pémono
El pémono es una lengua indígena americana de la familia caribe, actualmente extinta y hablada anteriormente en Venezuela. El pémono fue descubierto en 1998, y solamente tenía un hablante: una anciana de 80 años. Todas las personas pertenecientes a este grupo étnico hoy en día hablan castellano. No debe confundirse el pémono con el idioma pemón.

## Clasificación
Dentro de la familia Caribe el pémono está más estrechamentemente emparentado con el eñepa, el mapoyo, el tamanaco y el yabarana, hablados en Venezuela, con los que conforma la rama de la Guyana Occidental de la familia Caribe.